# Třída Omiš
Třída Omiš je třída pobřežních hlídkových člunů chorvatské pobřežní stráže. Celkem bylo objednáno 5 jednotek této třídy. Dodány mají být do roku 2023. Mezi jejich hlavní úkoly patří ochrana výlučné ekonomické zóny a mise SAR.

## Stavba
Program stavby nových pobřežních hlídkových lodí byl zahájen roku 2013. Z několika návrhů byl vybrán projekt chorvatské loděnice Brodosplit ve Splitu. Ta v prosinci 2014 získala zakázku v hodnotě 58,5 milionů dolarů na stavbu pěti plavidel. Zkoušky prototypu nabraly roční zpoždění. Prototypová jednotka Omiš byla do služby přijata 7. prosince 2018 na základně Barba ve Splitu. Slavnostní řezání oceli na druhou až pátou jednotku proběhlo 10. srpna 2020. Jejich dodání je plánováno na roky 2021–2023.
Jednotky třídy Omiš:
| Jméno         | Založení kýlu      | Spuštění na vodu | Vstup do služby  | Status    |
| ------------- | ------------------ | ---------------- | ---------------- | --------- |
| Omiš (OOB-31) | září 2015          | 3. června 2017   | 7. prosince 2018 | aktivní   |
| Umag (OOB-32) | 2. září 2020       | 1. července 2024 | 17. ledna 2025   | aktivní   |
|               | 2. září 2020       |                  |                  | ve stavbě |
|               | 17. listopadu 2020 |                  |                  | ve stavbě |
|               | 17. listopadu 2020 |                  |                  | ve stavbě |

## Konstrukce

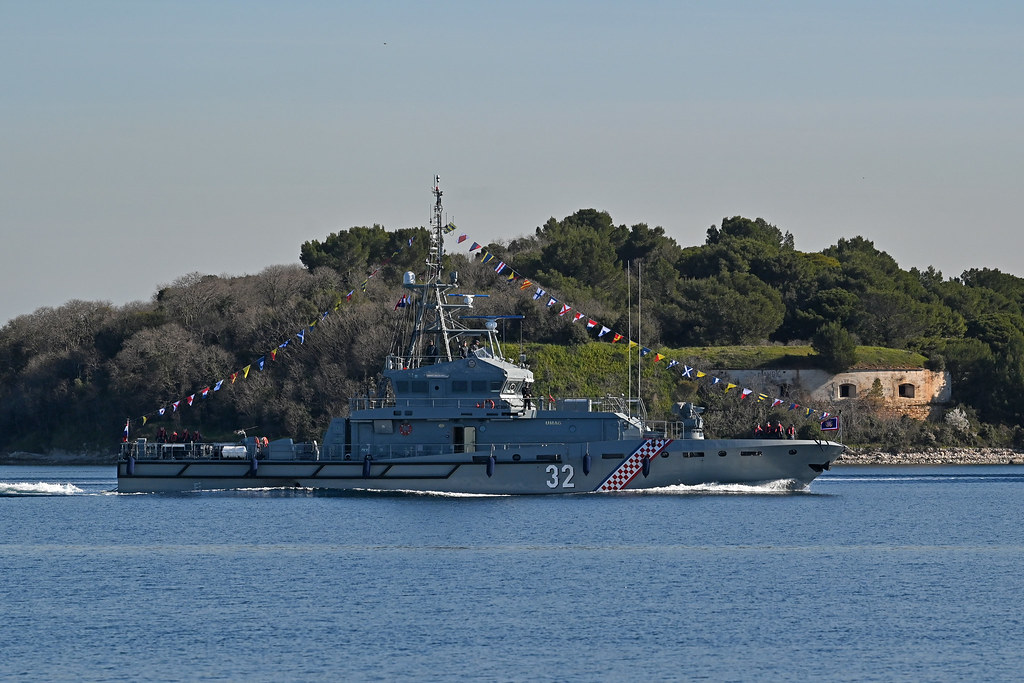
Umag (OOB-32)

Plavidla mají ocelový trup a nástavby ze slitin hliníku. Výzbroj tvoří jeden 30mm kanón ve dálkově ovládaná zbraňová stanice Aselsan SMASH, dva 12,7mm kulomety ve dálkově ovládaných zbraňových stanicích Hitrole a čtyři ručně odpalované protiletadlové řízené střely 9K32 Strela-2. Plavidlo je na zádi vybaveno rychlým člunem RHIB. Pohonný systém tvoří dva diesely Caterpillar 3516C, každý o výkonu 3386 hp, pohánějící dva lodní šrouby. Nejvyšší rychlost dosahuje 28 uzlů. Dosah je 1000 námořních mil při rychlosti 15 uzlů. Autonomie dosahuje 10 dnů.